# Parlement national (Papouasie-Nouvelle-Guinée)
Pour les autres articles nationaux ou selon les autres juridictions, voir Parlement national.
XIe législature
National Parliament House
Le Parlement national (en anglais : National Parliament) est le corps législatif monocaméral de la Papouasie-Nouvelle-Guinée.

## Emplacement et bâtiment
Les locaux du Parlement se trouvent à Waigani (en), banlieue de Port Moresby, la capitale, dans le district de la Capitale nationale au National Parliament House.
Le bâtiment est conçu pour évoquer un oiseau depuis les airs, et son architecture plus généralement s'inspire des haus tambaran, les « maisons des esprits » des hommes de la région autour du fleuve Sepik, dans le nord-ouest du pays. D'autres formes s'inspirent d'architectures traditionnelles dans les Hautes-Terres. La principale façade est richement décorée de motifs culturels.

## Fonctions et pouvoirs
Le Parlement est établi par l'article 100 de la Constitution, entrée en vigueur au moment de l'indépendance en 1975.
La Papouasie-Nouvelle-Guinée est un royaume du Commonwealth, dont les institutions sont fondées sur le système de Westminster, les ministres — y compris le Premier ministre — ne peuvent être choisis que parmi les députés. Le Premier ministre est choisi par le Parlement, à la suite des élections, les nouveaux députés renouvellent leurs confiance dans le Premier ministre sortant, ou bien en choisissent un nouveau. Le Premier ministre désigne ensuite ses ministres ; le gouvernement composé par les ministres est responsable devant le Parlement, qui peut le destituer par une motion de censure. (art.141-142) 
Spécificité papou-néo-guinéenne, c'est le Parlement, et non le Premier ministre, qui choisit le Gouverneur général. Le roi nomme ce dernier en application du choix des députés (art.88). Le mandat d'une législature est de cinq ans, sauf élection anticipée décidée par le Parlement lui-même (art.105). L'assemblée est présidée par un président, député élu à cette fonction par ses pairs. (art.107). L'actuel président de l'Assemblée, à la suite des législatives de 2017, est Job Pomat.

## Système électoral

### Actuel
Le Parlement national est composé de 118 sièges pourvus pour cinq ans au vote à second tour instantané dans autant de circonscriptions électorales uninominales. Dans chacune d'elles, les électeurs classent trois candidats par ordre de préférence. Est alors élu le candidat qui recueille la majorité absolue des premières préférences. À défaut, le candidat arrivé en dernier est éliminé, et les secondes préférences de ses électeurs sont répartis aux autres candidats. L'opération est répétée jusqu'à ce qu'un candidat obtienne de manière cumulée la majorité absolue. L'électeur est tenu de choisir ni plus ni moins que trois candidats, et les classer par ordre de préférence sur son bulletin de vote : ceux comportant moins ou plus de trois préférences sont considérés invalides,. S'il n'y a que trois candidats dans sa circonscription, il doit en classer au moins deux. S'il n'y a que deux candidats, il doit indiquer au moins celui qui a sa préférence,.
Sur les 118 sièges, 96 sont pourvus dans des circonscriptions « ordinaires » couvrant le pays, tandis que les 22 sièges restants le sont dans des circonscriptions provinciales qui recouvrent les premières en suivant les limites des 22 provinces. Dans ces dernières, le vainqueur devient également le gouverneur de la province concernée. Les candidats doivent avoir au moins 25 ans, et avoir résidés dans leur circonscription depuis au moins deux ans au moment de l'élection, ou bien au moins cinq ans au cours de leur vie.
Le nombre de sièges ordinaires varie en fonction de la population du pays. Il était ainsi de 89 sièges en 2017, contre 96 en 2022. Le Parlement peut en outre nommer jusqu'à trois membres supplémentaires par un vote favorable à la majorité qualifiée des deux tiers des députés élus. Cette disposition est cependant rarement mise en application.

### Ancien système
La Papouasie-Nouvelle-Guinée avait initialement adopté le système électoral britannique : le scrutin uninominal majoritaire à un tour. En 2006, toutefois, le pays adopte un système de vote à second tour instantané, où les électeurs classent des candidats par ordre de préférence dans leur circonscriptions.